# Nothobranchius
Il genere Nothobranchius comprende 59 specie di piccoli pesci d'acqua dolce appartenenti alla famiglia Nothobranchiidae.

## Etimologia
Il nome scientifico del genere deriva dalle parole greche nothos, falso + brangchia, branchia, "falsa branchia". 

## Distribuzione e habitat

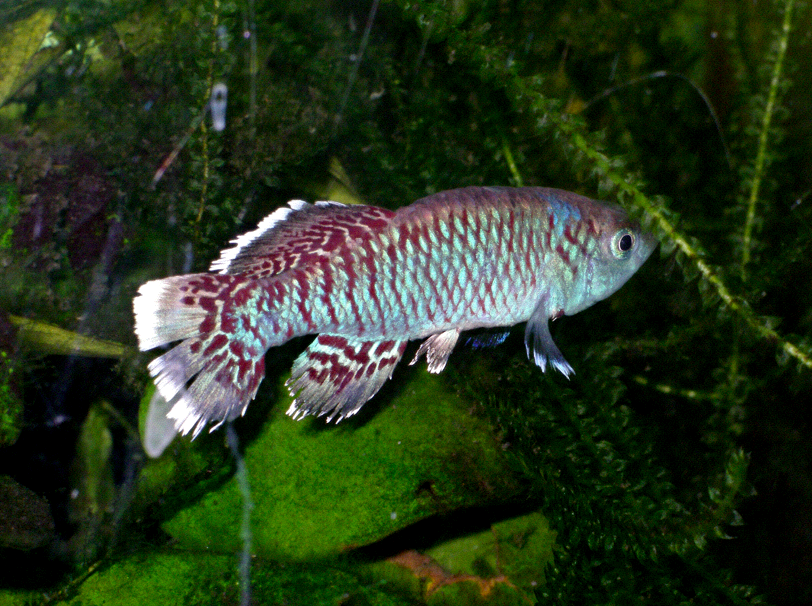
Maschio di Nothobranchius eggersi

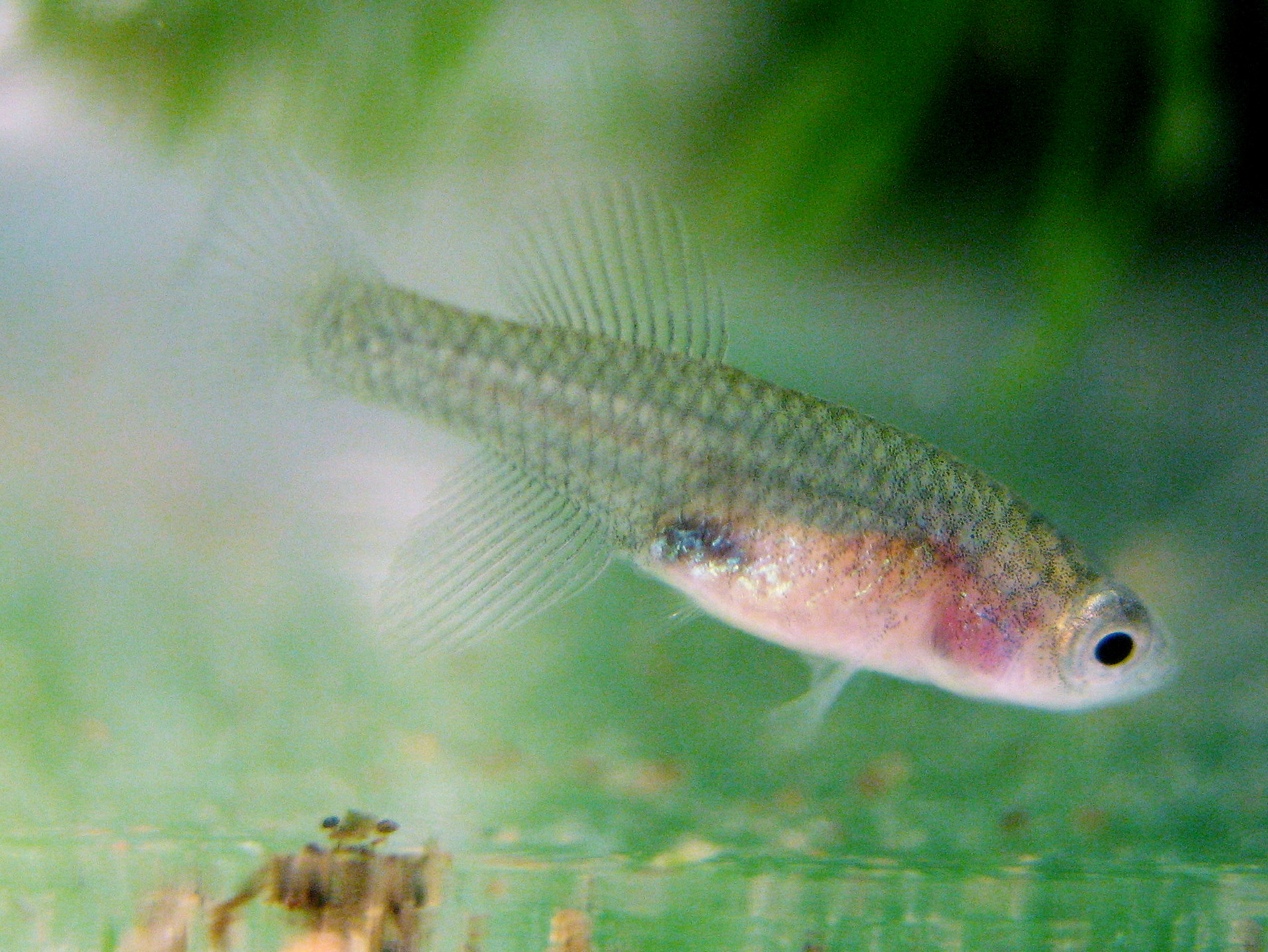
Un avannotto di Nothobranchius eggersi

Queste specie sono diffuse nelle acque dolci dell'Africa tropicale e subtropicale. Abitano acque leggermente acide di stagni, polle e paludi stagionali.

## Descrizione
Presentano un corpo allungato, compresso ai fianchi, testa arrotondata e ampie pinne tondeggianti, più sviluppate nei maschi. La livrea è coloratissima e mutevole in base alle diverse popolazioni anche all'interno della stessa specie. Le femmine hanno colori più smorti. 

Le dimensioni variano dai 2,5 cm di Nothobranchius ruudwildekampi agli 8 cm di Nothobranchius microlepis.

## Biologia
Sono pesci stagionali a crescita molto veloce: una volta schiuse le uova, gli esemplari hanno a disposizione pochi mesi per crescere e riprodursi prima che la stagione secca prosciughi il loro habitat. 

## Riproduzione
I riproduttori si accoppiano e depongo le uova fecondate nel fondale fangoso della pozza d'acqua. Le uova hanno un'incubazione molto lunga, sopravvivendo alla siccità immerse nel fango solidificato. Al ritorno della stagione delle piogge, al riformarsi dello stagno stagionale, le uova si schiudono ed emergono gli avannotti della nuova generazione.

## Acquariofilia
Alcune specie sono estremamente ricercate tra gli acquariofili appassionati di killifish, di facile allevamento se si rispettano alcune caratteristiche fisico/chimiche dell'acqua. Spesso sono commercializzate direttamente le uova.

## Specie
- Nothobranchius albimarginatus
- Nothobranchius annectens
- Nothobranchius bojiensis
- Nothobranchius boklundi
- Nothobranchius brieni
- Nothobranchius cardinalis
- Nothobranchius eggersi
- Nothobranchius elongatus
- Nothobranchius fasciatus
- Nothobranchius flammicomantis
- Nothobranchius foerschi
- Nothobranchius furzeri
- Nothobranchius fuscotaeniatus
- Nothobranchius geminus
- Nothobranchius guentheri
- Nothobranchius hassoni
- Nothobranchius hengstleri
- Nothobranchius interruptus
- Nothobranchius janpapi
- Nothobranchius jubbi
- Nothobranchius kadleci
- Nothobranchius kafuensis
- Nothobranchius kilomberoensis
- Nothobranchius kirki
- Nothobranchius korthausae
- Nothobranchius krammeri
- Nothobranchius krysanovi
- Nothobranchius kuhntae
- Nothobranchius lourensi
- Nothobranchius lucius
- Nothobranchius luekei
- Nothobranchius makondorum
- Nothobranchius malaissei
- Nothobranchius melanospilus
- Nothobranchius microlepis
- Nothobranchius neumanni
- Nothobranchius nubaensis
- Nothobranchius ocellatus
- Nothobranchius oestergaardi
- Nothobranchius orthonotus
- Nothobranchius palmqvisti
- Nothobranchius patrizii
- Nothobranchius pienaari
- Nothobranchius polli
- Nothobranchius rachovii
- Nothobranchius robustus
- Nothobranchius rosenstocki
- Nothobranchius rubripinnis
- Nothobranchius rubroreticulatus
- Nothobranchius ruudwildekampi
- Nothobranchius seegersi
- Nothobranchius steinforti
- Nothobranchius symoensi
- Nothobranchius taeniopygus
- Nothobranchius thierryi
- Nothobranchius ugandensis
- Nothobranchius virgatus
- Nothobranchius vosseleri
- Nothobranchius willerti